# Sir John Soane's Museum
O Sir John Soane's Museum, é um edifício londrino projetado pelo arquiteto e colecionador John Soane (1753-1837). Situa-se na zona de Holborn no centro de Londres, no número 13 da Lincoln’s Inn Fields, e é sede de um pequeno museu que desde a morte de Soane, no século XIX, é aberto ao público. É um organismo público não-departamental (Non-departmental public body), patrocinado pelo Departamento da Cultura, Média e Desporto.
Antiga casa de John Soane, o museu alberga numerosas obras de arte, entre os quais vários desenhos, pinturas e antiguidades. A sua fama deve-se não só ao valor das suas coleções, mas também à sua estética em particular. Nomeado como professor da Royal Academy em 1806, Soane começou a organizar seus livros, quadros, esculturas, maquetes e modelos de prédios clássicos e muitas outras peças, e abriu sua casa aos alunos. Alguns anos antes da sua morte, em 1837, o arquiteto negociou com Parlamento uma lei para que fossem preservadas a coleção e a casa, que se transformou em museu para benefício de “estudantes e amadores” da arquitetura, pintura e escultura.
A sua paixão pela antiguidade clássica pode ser vista nas peças da coleção, com 5888 objetos egípcios, gregos e romanos. A peça mais valiosa do museu é sem dúvida um sarcófago de alabastro do faraó Seti I, que foi comprado por Soane  em 1825.
Relativamente à coleção de pintura, a obra mais conhecida é a de William Hogarth: as oito pinturas da vida de um libertino (The Rake's Progress) e as quatro da sua famosa sátira política A campanha eleitoral baseada na eleição parlamentar de Oxford de 1754. Existe também obras de Canaletto, Antoine Watteau, Samuel Scott, J.M.W. Turner, Joshua Reynolds, Thomas Lawrence, Henry Howard, Henry Fuseli, Richard Westall, James Durno, Francis Bourgeois o William Hilton.

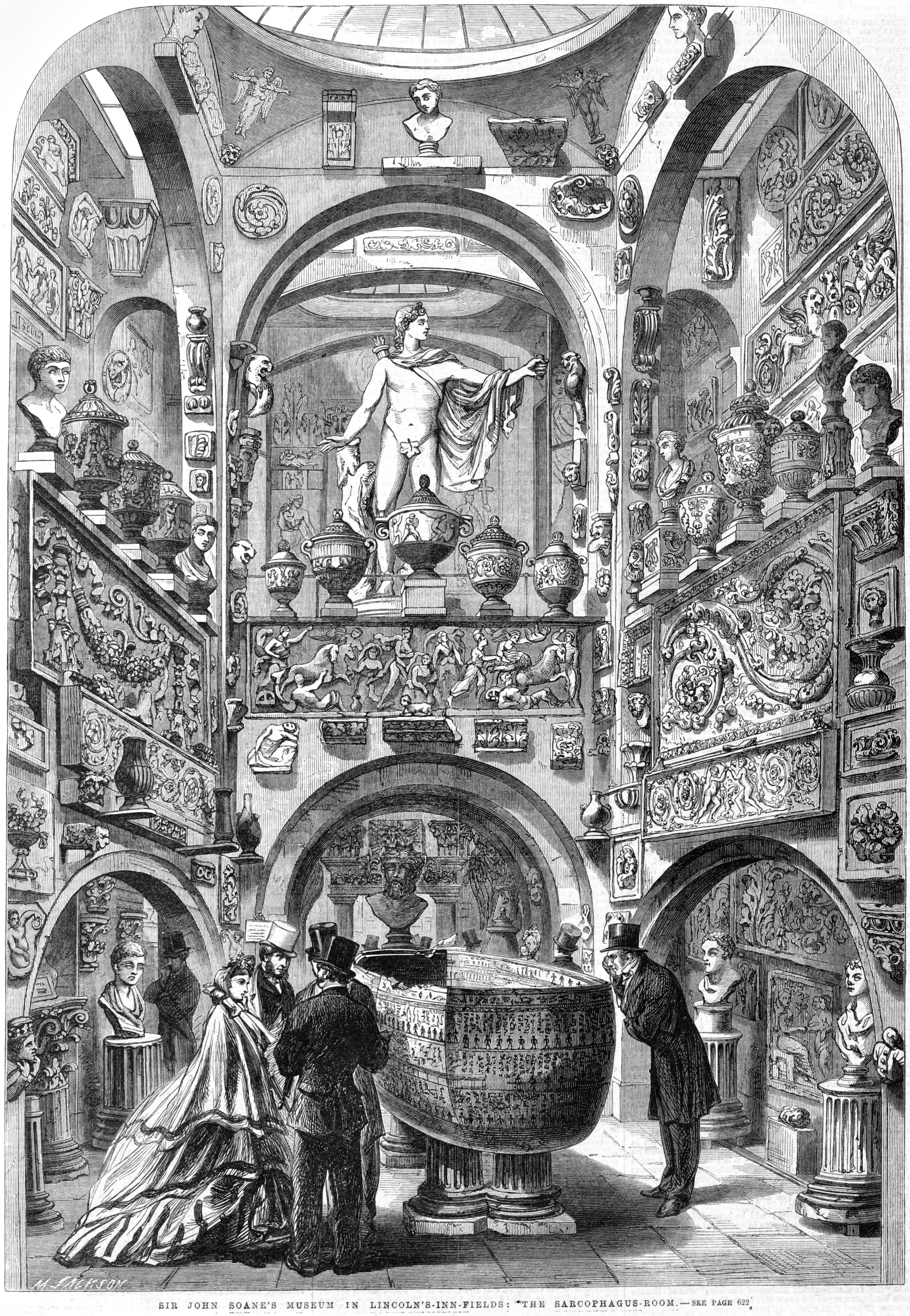
sarcófago de alabastro
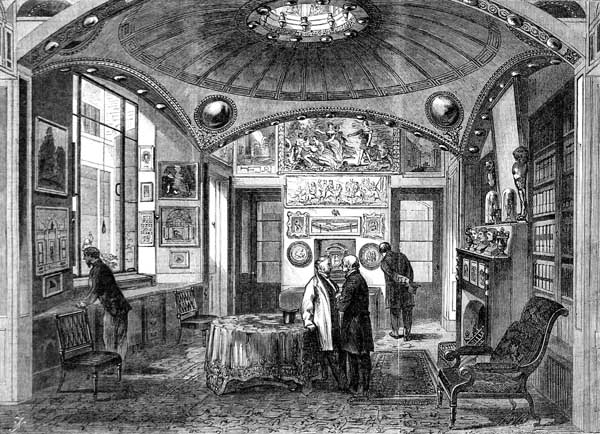
Breakfast Room numa gravura do século XIX